# Катріна Лехіс
Катріна Лехіс (ест. Katrina Lehis; нар. 19 грудня 1994 року, Хаапсалу, Естонія) — естонська фехтувальниця на шпагах, олімпійська чемпіонка та бронзова призерка Олімппійських ігор 2020 року, чемпіонка Європи.

## Виступи на Олімпіадах
| Олімпіада  | Дисципліна          | Місце |
| ---------- | ------------------- | ----- |
| Токіо 2020 | індивідуальна шпага | 3     |
| Токіо 2020 | командна шпага      | 1     |